# سفارت جمهوری خلق چین در تهران
سفارت جمهوری خلق چین در تهران(به چینی: 中华人民共和国驻伊朗伊斯兰共和国大使馆)، سفارت رسمی جمهوری خلق چین در کشور ایران است.
این سفارت‌خانه در محدودهٔ اقدسیه و خیابان پاسداران در شمال شهر تهران قرار دارد. هم‌اکنون چانگ هوا  سفیر چین در ایران است.

## کنسولگری ها
- کنسولگری جمهوری خلق چین در بندرعباس

## اطلاعات بیشتر
وبگاه رسمی سفارت جمهوری خلق چین در جمهوری اسلامی ایران
شماره تلفن: ۲۲۲۹۱۲۴۰-۲۱-۹۸+